# 3988 (1986 LA)
3988 (1986 LA) је Амор астероид са средњом удаљеношћу од Сунца која износи 1,544 астрономских јединица (АЈ).
Апсолутна магнитуда астероида је 18,2.